# ISO 3166-2:ZW
Kódy ISO 3166-2 pro Zimbabwe identifikují 10 provincií (stav v roce 2015). První část (ZW) je mezinárodní kód pro Zimbabwe, druhá část sestává ze dvou písmen identifikujících provincii.

## Seznam kódů
- ZW-BU Bulawayo
- ZW-HA Harare
- ZW-MA Manica (Mutare)
- ZW-MC Centrální Mašonsko (Bindura)
- ZW-ME Východní Mašonsko (Marondera)
- ZW-MW Západní Mašonsko (Chinhoyi)
- ZW-MI Midlands (Gweru)
- ZW-MN Severní Matabele (Bulawayo)
- ZW-MS Jižní Matabele (Gwanda)
- ZW-MV Masvingo (Masvingo)